# 21450 Kissel
21450 Kissel este un asteroid din centura principală de asteroizi.

## Descriere
21450 Kissel este un asteroid din centura principală de asteroizi. A fost descoperit pe 20 aprilie 1998 la Socorro, New Mexico, în cadrul proiectului LINEAR. Asteroidul prezintă o orbită caracterizată de o semiaxă mare de 2,21 ua, o excentricitate de 0,05 și o înclinație de 8,3° în raport cu ecliptica.